# Кеф (област)
Кеф (на арабски: ولاية الكاف‎) е една от 24-те области (вилаети) на Тунис. Разположена е в западната част на страната и граничи с Алжир. Площта на област Кеф е 4965 км², а населението е около 259 000 души (2004). Столица на областта е град Ел Кеф.